# Cavanillesia umbellata
Cavanillesia umbellata är en malvaväxtart som beskrevs av Hipólito Ruiz López och Pav.. Cavanillesia umbellata ingår i släktet Cavanillesia och familjen malvaväxter. Inga underarter finns listade i Catalogue of Life.

## Bildgalleri

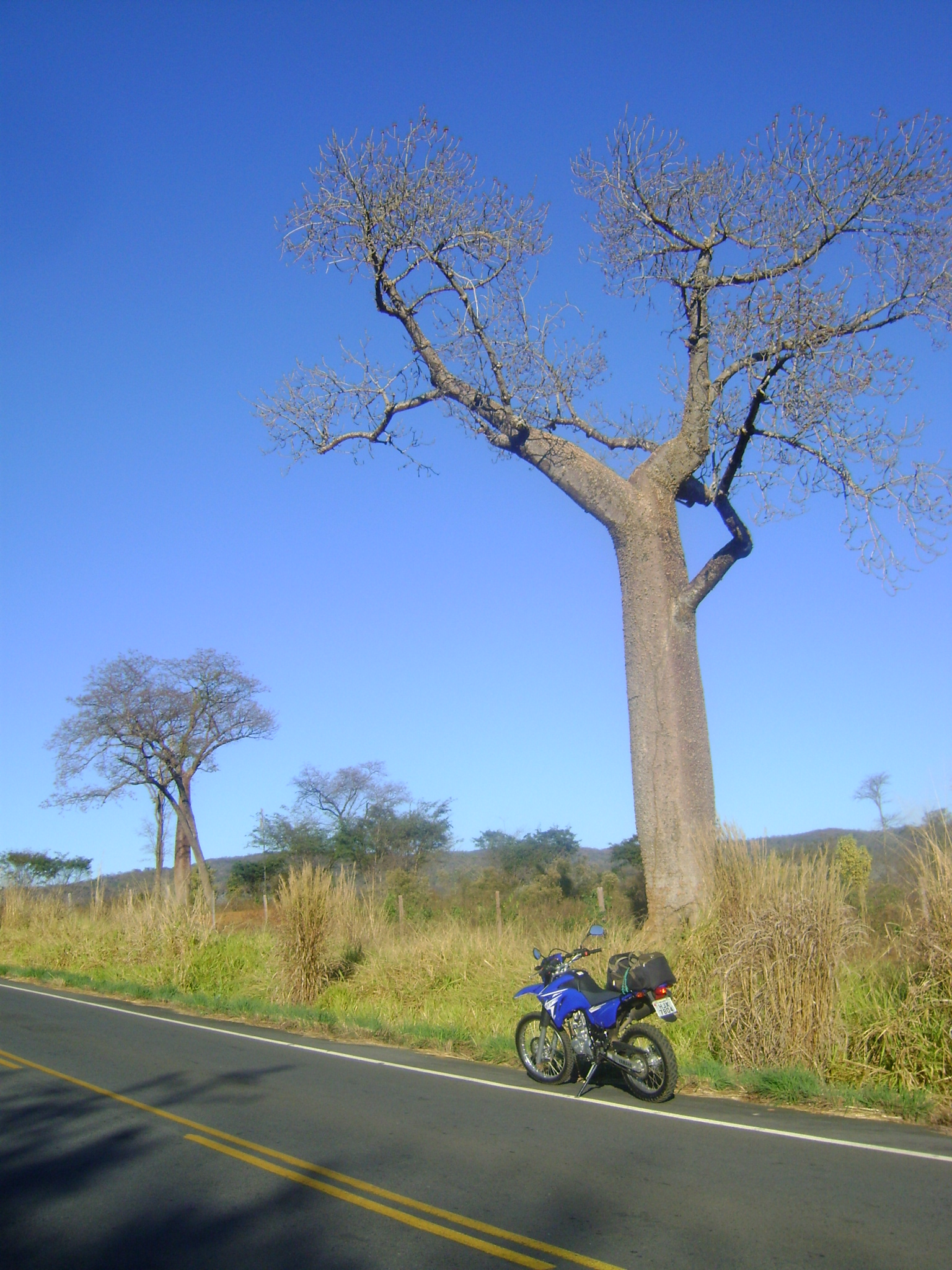